# La Victoria de Acentejo
La Victoria de Acentejo è un comune spagnolo di 10 920 abitanti situato nella comunità autonoma delle Canarie.